# Rókur av Fløtum Jespersen
Rókur av Fløtum Jespersen (Tórshavn, 16 marzo 1985) è un ex calciatore faroese, di ruolo centrocampista.